# Тавайок
Тавайок (Гавайок) — река в течёт по территории Ловозерского района Мурманской области России. Впадает в Умбозеро на высоте 149 м над уровнем моря. Длина реки — 12 км.

## Данные водного реестра
По данным государственного водного реестра России относится к Баренцево-Беломорскому бассейновому округу, водохозяйственный участок реки — реки бассейна Белого моря от западной границы бассейна реки Йоканга (мыс Святой Нос) до восточной границы бассейна реки Нива, без реки Поной. Речной бассейн реки — бассейны рек Кольского полуострова и Карелии.
Код объекта в государственном водном реестре — 02020000212101000009190.